# Japanischer Eichenseidenspinner
Der Japanische Eichenseidenspinner (Antheraea yamamai) (Artepitheton von jap. yamamayu (山繭) für „Berg-Seidenraupenkokon“) ist ein Schmetterling der Familie der Pfauenspinner (Saturniidae). Die Art war ursprünglich nur in Ostasien verbreitet und wurde zur Seidenzucht nach Europa exportiert. Sie gehört mit einer Flügelspannweite bis etwa 140 Millimeter zu den größten in Mitteleuropa auftretenden Schmetterlingen und ist hier unverwechselbar. Hauptnahrungspflanze der Raupen sind Eichen (Quercus).

## Merkmale

### Falter

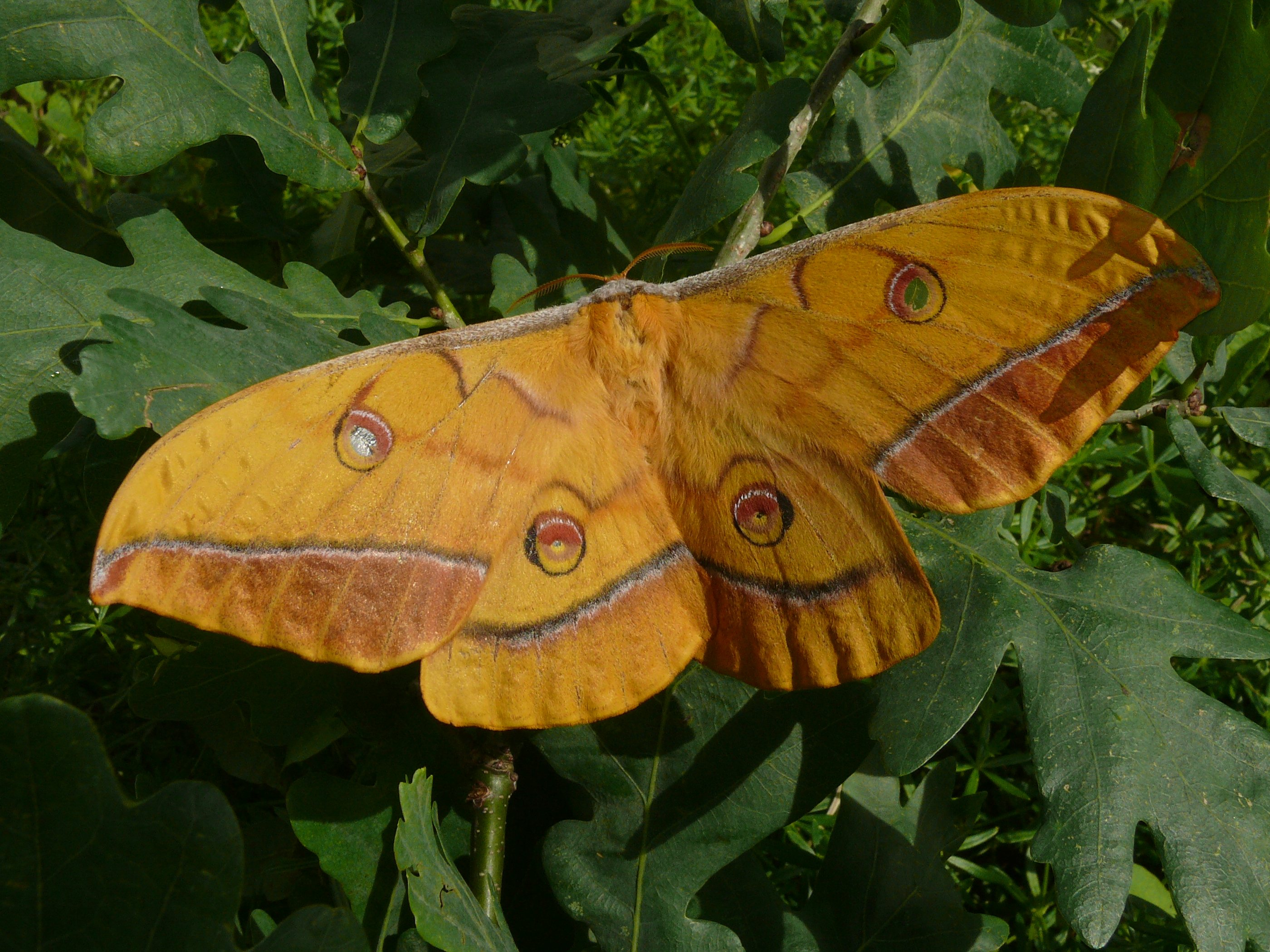
Japanischer Eichenseidenspinner ♀

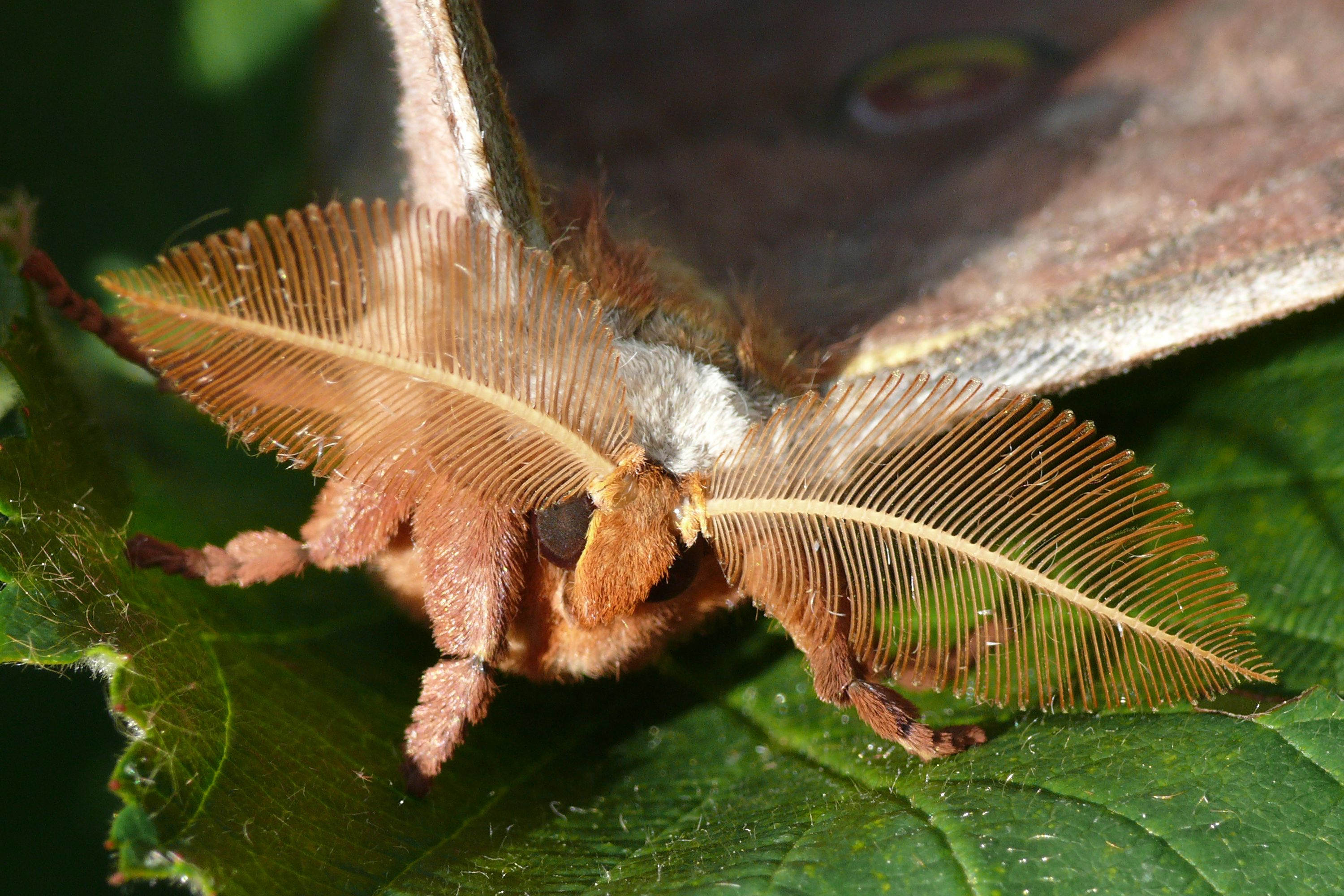
Fühler des Männchens

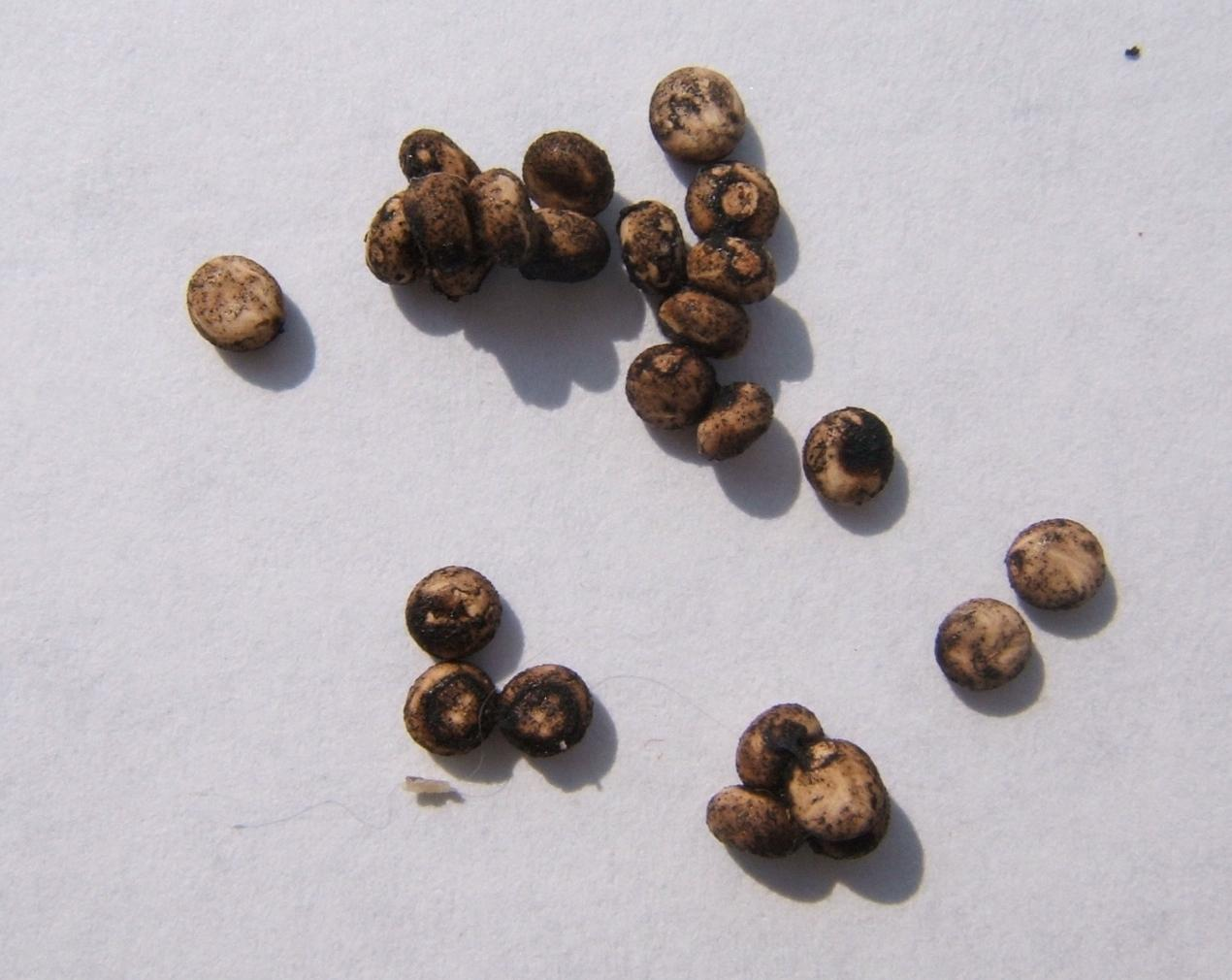
Eier

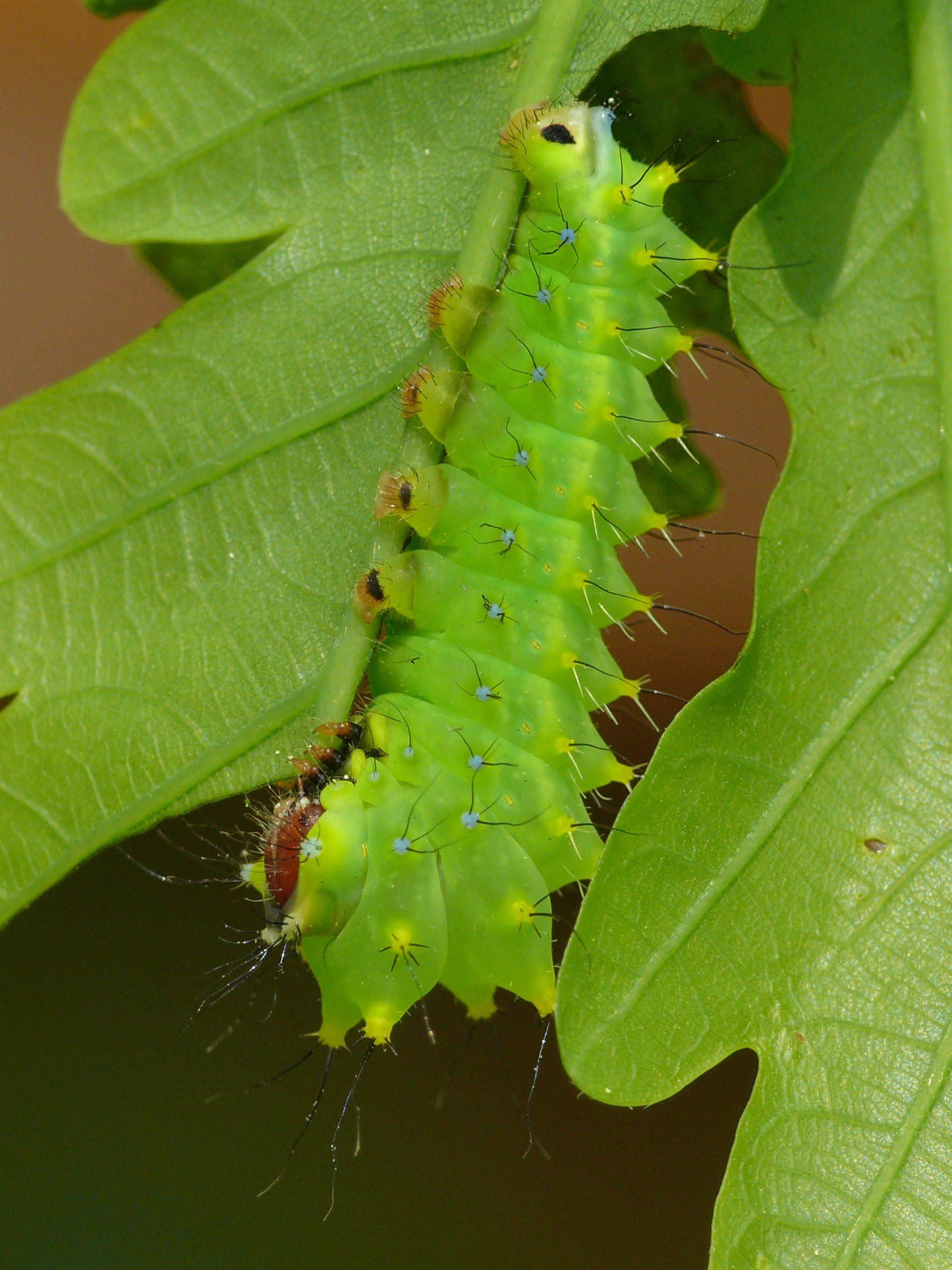
Raupe des Japanischen Eichenseidenspinners

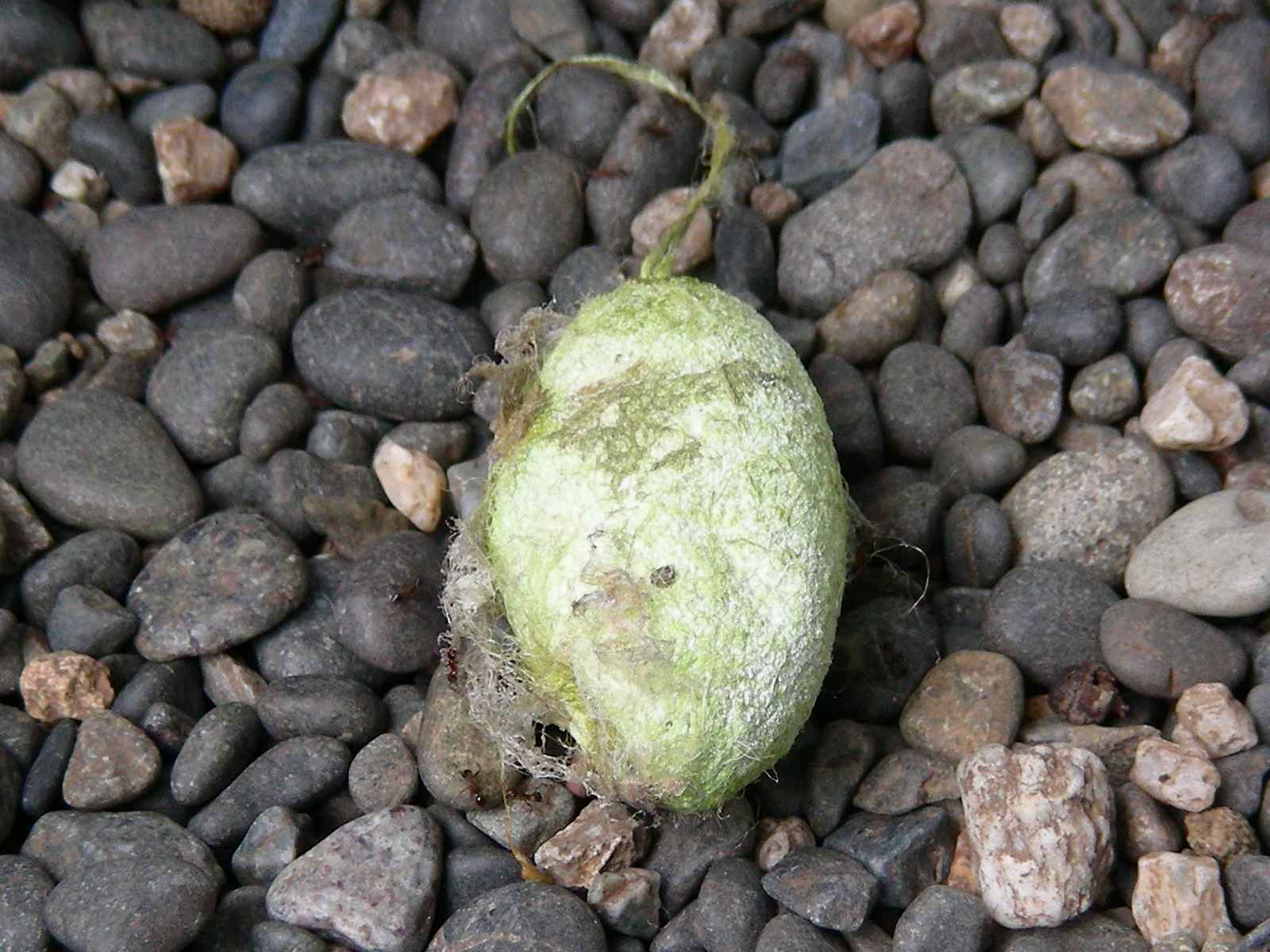
Losgelöster Kokon

Die Falter erreichen nach de Freina & Witt in beiden Geschlechtern eine Flügelspannweite von 110 bis 140 Millimetern, Pittaway gibt als maximale Spannweite sogar 152 Millimeter an. Die Männchen haben eine gelbbraune Grundfarbe und sind stark braunrot beschuppt. Auf den Vorderflügeln ist die Antemediallinie dunkelbraun und nicht sehr deutlich ausgebildet. Die ebenso gefärbte Postmedianlinie ist im Vergleich kräftiger ausgebildet. Erstere Linie ist gewellt, zweitere verläuft gerade. An die Postmedianlinie grenzt nach außen eine gleich kräftige, weiße Binde an. Schräg an den Flügelinnenrand grenzt unterhalb der Medianader ein schräges Querband die Basis von der Diskalregion ab. Oberhalb der Medianader befindet sich im Diskalbereich ein weiteres Querband, das zum Flügelvorderrand verläuft. Dieser ist breit und wulstig grauweiß. Sowohl auf den Vorder- als auch den Hinterflügeln befindet sich mittig ein Augenfleck. Die Augenflecken sind ungleichmäßig gerundet. An der Innenseite sind sie lilarosa und weiß abgegrenzt und dort abgeflacht. An der Außenseite sind sie gelb und schwarzbraun gerandet. Die Hinterflügel sind gleich gefärbt wie die Vorderflügel, ihre Augenflecken haben jedoch auf der dem Flügelvorderrand zugewandten Seite einen länglichen schwarzen Fleck. Der Außenrand aller Flügel ist zwischen den Adern stark wellig eingebuchtet. Ihr Saum ist kräftig gelb.
Die Fühler der Männchen sind vierfach gefiedert, die rotbraunen Kammzähne sind sehr lang. Ihr Kopf ist rotbraun, der Halskragen hell graubraun mit zahlreichen weißen Haaren. Thorax sowie Hinterleib sind hell ockergelb. Bei den Weibchen haben die Fühler nur kurze Kammzähne. Man kann sie an ihrem deutlich kräftigeren Körper und den weniger stark gewellten Flügelrändern erkennen. Die Grundfarbe der Weibchen ist stärker gelb und ihre viel größeren Augenflecken besitzen mittig ein durchsichtiges Fenster. Der Japanische Eichenseidenspinner ist in seiner Färbung sehr variabel. Neben der oben beschriebenen typischen Färbung können die Tiere auch gelb, braungrau, schokoladebraun, bronzefarben, rotbraun, khakifarben bis chromgelb gefärbt sein. Bei letzterer Farbvariante, die nur selten bei Männchen zu beobachten ist, besitzen die Tiere auch eine rote und blassrosafarbene Färbung an den Augenflecken.
Die Art ist in Europa nur dem in Nordostspanien und auf Mallorca eingebürgerten Chinesischen Eichenseidenspinner (Antheraea pernyi) ähnlich. Von diesem unterscheidet sie sich durch den schwarzen Fleck, der an den Augenflecken der Hinterflügel angrenzt. Bei den Männchen der ähnlichen Art sind die Vorderflügel zudem deutlich zur Spitze hin sichelförmig gekrümmt.

### Ei
Die dorsoventral abgeflachten Eier sind mit 2,6 mal 2,5 Millimeter leicht oval. Sie sind gebrochen weiß, ihre Farbe wird jedoch bei der Eiablage großteils durch eine braune Klebmasse überdeckt.

### Raupe
Die gedrungenen Raupen werden 80 bis 90 Millimeter lang und treten nur in einer Farbvariante auf. Anfangs sind die fünf Millimeter langen Raupen grünlich-gelb mit fünf schwarzen Längsstreifen. Ihre Tuberkel sind am Rücken und an dessen Seiten gelb mit schwarzer Behaarung, die seitlichen Tuberkel sind schwarz. Ab dem zweiten Raupenstadium haben die Raupen eine apfelgrüne Grundfarbe. Ihre schwarzen Längslinien verschwinden, die seitlichen gelben Tuberkel werden an der Spitze blau, der Kopf und die Beine sind braun und oberhalb der Stigmen bildet sich eine blasse gelbe Längslinie aus. In den nächsten Raupenstadien bleibt die Färbung im Wesentlichen erhalten, der Kopf wird grünlich und ab dem vierten Stadium treten metallische Punkte an den Seiten auf. Im fünften Stadium verschwinden die Tuberkel im Wesentlichen und werden durch gelbe Haarbüschel ersetzt.

### Puppe
Die Puppe wird 35 bis 45 Millimeter lang. Sie ist mahagonibraun und hat eine zylindrische, zu beiden Enden hin verjüngte Form.

## Verbreitung und Lebensraum
Das natürliche Verbreitungsgebiet der Art umfasst weite Teile Ostasiens. Die Unterarten A. yamamai bergmani, A. yamamai titan und A. yamamai ussuriensis sind vom fernen Osten Russlands über Korea bis nach China verbreitet, die Nominatunterart war ursprünglich nur in Japan verbreitet.
Die Nominatunterart wurde in Indien und Sri Lanka durch den Menschen eingeschleppt.
Ebenso wurde der Japanische Eichenseidenspinner zur Seidenzucht nach Europa importiert. Erste Zuchtversuche unternahm Johann Mach, Vater von Ernst Mach und Lehrer und Landwirt in Veliki Slatnik, nahe Novo mesto in Slowenien – nach anderer Quelle im nahen Dolenje Mokro Polje, Gemeinde Šentjernej (dt. St. Bartlmä). 1868 entkamen ihm einige Falter aus der Zucht. Obwohl er die Zucht für die Seidenproduktion bald wieder einstellte, waren die Falter schon einige Jahre nach dem Entweichen in der Gegend regelmäßig zu finden. Zehn Jahre später fand man erste Exemplare in Ljubljana. Nach und nach wurden weitere Teile Europas besiedelt, wo die Art nun in mehreren Ländern zwar lokal, aber nicht selten auftritt. Sie ist nun im Nordosten Italiens, dem Süden und Osten Österreichs, der Tschechischen Republik, Ungarn, Slowenien, Kroatien, Bosnien und Serbien verbreitet. Nach 2001 dehnte sich das europäische Areal deutlich aus und die Art wurde erstmals auch in Rumänien und im Osten Bayerns nahe Passau beobachtet.
Die Tiere besiedeln Laubwälder und baumreiche Lebensräume im Flachland, in denen viele Eichen (Quercus) wachsen.

## Lebensweise
Die nachtaktiven Falter schlüpfen hauptsächlich am späten Nachmittag oder Abend im Spätsommer. Sie weichen dazu ihren Kokon an einem Ende auf und lösen die Fäden. Die meisten Weibchen locken die Männchen noch in derselben Nacht mit Pheromonen. Die Paarung findet kurz vor Mitternacht statt und dauert etwa drei Stunden. Danach suchen sich die Männchen neue Partnerinnen. Sowohl das Männchen als auch das Weibchen werden stark durch Lichtquellen angelockt. Häufig kann man die Tiere tagsüber an oder in der Nähe von Straßenlaternen finden.

### Flugzeit
Die Falter fliegen sowohl in Japan als auch in Europa in einer Generation. In Japan reicht die Flugzeit von Ende Juli bis Oktober mit einem Maximum im September. In Österreich wurde eine sehr ähnliche Phänologie festgestellt, hier fliegen die Falter von Anfang August bis Anfang Oktober mit einem Maximum um den 20. August.

### Nahrung der Raupen
Die Raupen ernähren sich hauptsächlich von den Blättern verschiedener Arten der Eichen (Quercus). Man findet sie aber auch an Rotbuche (Fagus sylvatica), Edelkastanie (Castanea sativa), Hainbuchen (Carpinus), Rosen (Rosa) und Weißdornen (Crataegus).

## Entwicklung
Nach der Paarung suchen die Weibchen nach Raupennahrungspflanzen. Sie klettern dann auf ihnen umher und legen ihre Eier zunächst in geordneten Reihen an den am schnellsten zu erreichenden Ästen ab, da sie durch das Gewicht ihrer vielen Eier sehr träge sind. Erst nach der Ablage von etwa 30 Eiern werden die verbleibenden Eier wie ansonsten üblich im Flug an den Pflanzen und dann in einem größeren Gebiet abgelegt. Es werden Reihen von bis zu acht Stück auf den Ästen abgelegt. Dort überwintern die Eier, die Raupen schlüpfen erst im April des darauffolgenden Jahres. Nach dem Schlupf frisst die Raupe Teile der Eischale und wandert dann ab, um in einiger Entfernung vom Schlupfort einen geeigneten Ruheplatz in einem Blattbüschel zu finden. Diese Abwanderung dauert einige Tage. Ab dem dritten Stadium werden viele Raupen mobil und wechseln dann etwa alle vier Tage ihren Fressplatz. Dies könnte damit zusammenhängen, dass sie in späteren Stadien viele Blätter fressen und dann stark auf sich aufmerksam machen würden. Die Verpuppung findet in einem engen, kräftigen, ovalen, verschlossenen, gelben bis hellgrünen Kokon statt, der eine lockere, weißliche Umhüllung besitzt. Er wird in einem Büschel von Eichenblättern auf den Nahrungspflanzen gesponnen und ist am nächstliegenden Ast befestigt.

## Spezialisierte Feinde
Bei der Art sind die Raupenfliege Exorista sorbillans, die Schlupfwespe Pimpla instigator, sowie die Erzwespe Trichogramma chilonis als Parasitoide nachgewiesen.
Der Pirol (Oriolus oriolus) jagt die Falter, während sie im Blattwerk versteckt ruhen. Bei einem Angriff versuchen die Falter senkrecht in den Himmel zu fliegen oder sich auf den Erdboden fallen zu lassen. Dort bleiben sie für einige Zeit im Laub liegen und sind durch ihre Färbung gut getarnt.

## Gefährdung und Schutz
Die Art tritt in Europa nur lokal, aber nicht selten auf. Da sie hier durch den Menschen eingeschleppt wurde, ist eine Aufnahme in die Rote Liste gefährdeter Arten nicht sinnvoll.

## Systematik
Nach den Ergebnissen einer molekularbiologischen Untersuchung mehrerer Arten der Gattung Antheraea wird vermutet, dass der Japanische Eichenseidenspinner am nächsten mit dem Chinesischen Eichenseidenspinner (Antheraea pernyi) verwandt ist.

## Belege